# Симфиза
Симфиза (на латински: symphysis) е фиброхрущялно сливане между две кости. Това е вид хрущялна става, по-специално вторична хрущялна става.

## Диастаза на пубисната симфиза
Диастазата на пубисната симфиза е изключително рядко усложнение, което се среща при раждащи жени. Разделянето на двете срамни кости по време на раждането в симфизарната става е изключително рядко. Обикновено по време на процеса на раждане има звук, който може да бъде чут от човешкото ухо, показващ, че може да има случай на симфиза. Има болка, свързана със симфизата, която може да направи простите ежедневни задачи наистина непоносими. Някои от медицинските техники, които се използват за пълно потвърждаване на диагнозата на симфиза, са рентгенография, ултразвук и ядрено-магнитен резонанс. За съжаление, мнозина пренебрегват болката, която изпитват след раждане, и просто я отчитат като следродилна, което забавя диагнозата и лечението на симфизата.
Честа причина за това разстройство е, когато има високо енергийно събитие, което се случва като вагинално раждане. Понякога симфизата е известна като „плаваща пубисна симфиза (FPS)“. Леченията за това разстройство включват външно фиксиране, подкожно фиксиране, вътрешно фиксиране и перкутанно канюлирано винтово фиксиране. Този проблем трябва да бъде разрешен незабавно, защото може да причини други проблеми като хеморагичен шок и ректални, урогенитални и вагинални наранявания.
Често пациентите с диастаза на пубисната симфиза са в състояние да се възползват от неоперативни процедури за лечение и облекчаване на болката. Когато неоперативните процедури се окажат безполезни, лекарите прибягват до хирургични процедури, за да облекчат болката и да отстранят проблема. Въпреки че това заболяване е изключително рядко, има открити лечения.
Това заболяване не се среща само при майки след раждане. Много спортисти изпитват симфиза при тежки натоварвания. Симптомите включват болка в слабините. Дори без доказателство или диагноза за херния може да има силна болка и болезненост в областа на симфизата.